# Pallanuoto femminile ai XVIII Giochi del Mediterraneo
Il torneo di pallanuoto femminile ai XVIII Giochi del Mediterraneo si è svolto dal 27 al 30 giugno 2018 presso il Centro Acuático de Campclar di Tarragona. Hanno partecipato alla competizione 6 squadre suddivise in due gironi. Le prime classificate si sono contese la medaglia d'oro in finale, mentre le seconde classificate dei due gironi hanno disputato la finale valevole per il bronzo.
La vittoria è andata alla Spagna che nella finale valevole per la medaglia d'oro ha sconfitto l'Italia 9-8, ha completato il podio la Grecia con il terzo posto ottenuto vincendo 15-5 contro la Francia.

## Risultati

### Fase a gironi

#### Gruppo A
| Squadra    | G | V | Pe | F  | S  | DR  | PT |
| ---------- | - | - | -- | -- | -- | --- | -- |
| Spagna     | 2 | 2 | 0  | 36 | 14 | +22 | 6  |
| Grecia     | 2 | 1 | 1  | 37 | 9  | +28 | 3  |
| Portogallo | 2 | 0 | 2  | 6  | 56 | -50 | 0  |

| Tarragona 27 giugno 2018, ore 11:40 (UTC+2) | Spagna | 9 – 8 | Grecia | Centro Acuático de Campclar |

| Tarragona 28 giugno 2018, ore 11:40 (UTC+2) | Spagna | 27 – 6 | Portogallo | Centro Acuático de Campclar |

| Tarragona 29 giugno 2018, ore 09:30 (UTC+2) | Grecia | 29 – 0 | Portogallo | Centro Acuático de Campclar |

#### Gruppo B
| Squadra | G | V | Pe | F  | S  | DR  | PT |
| ------- | - | - | -- | -- | -- | --- | -- |
| Italia  | 2 | 2 | 0  | 41 | 6  | +35 | 6  |
| Francia | 2 | 1 | 1  | 16 | 17 | -1  | 3  |
| Turchia | 2 | 0 | 2  | 9  | 43 | -34 | 0  |

| Tarragona 27 giugno 2018, ore 9:30 (UTC+2) | Italia | 11 – 3 | Francia | Centro Acuático de Campclar |

| Tarragona 28 giugno 2018, ore 9:30 (UTC+2) | Italia | 30 – 3 | Turchia | Centro Acuático de Campclar |

| Tarragona 29 giugno 2018, ore 11:40 (UTC+2) | Francia | 13 – 6 | Turchia | Centro Acuático de Campclar |

### Fase finale
Finale 5º e 6º posto
| Tarragona 30 giugno 2018, ore 9:30 (UTC+2) | Portogallo | 16 – 8 | Turchia | Centro Acuático de Campclar |

Finale 3º e 4º posto
| Tarragona 30 giugno 2018, ore 17:20 (UTC+2) | Grecia | 15 – 5 | Francia | Centro Acuático de Campclar |

Finale 1º e 2º posto
| Tarragona 30 giugno 2018, ore 19:30 (UTC+2) | Spagna | 9 – 8 | Italia | Centro Acuático de Campclar |

## Classifica finale
| Pos | Squadre    |
| --- | ---------- |
|     | Spagna     |
|     | Italia     |
|     | Grecia     |
| 4   | Francia    |
| 5   | Portogallo |
| 6   | Turchia    |